# Slagfältsarkeologi

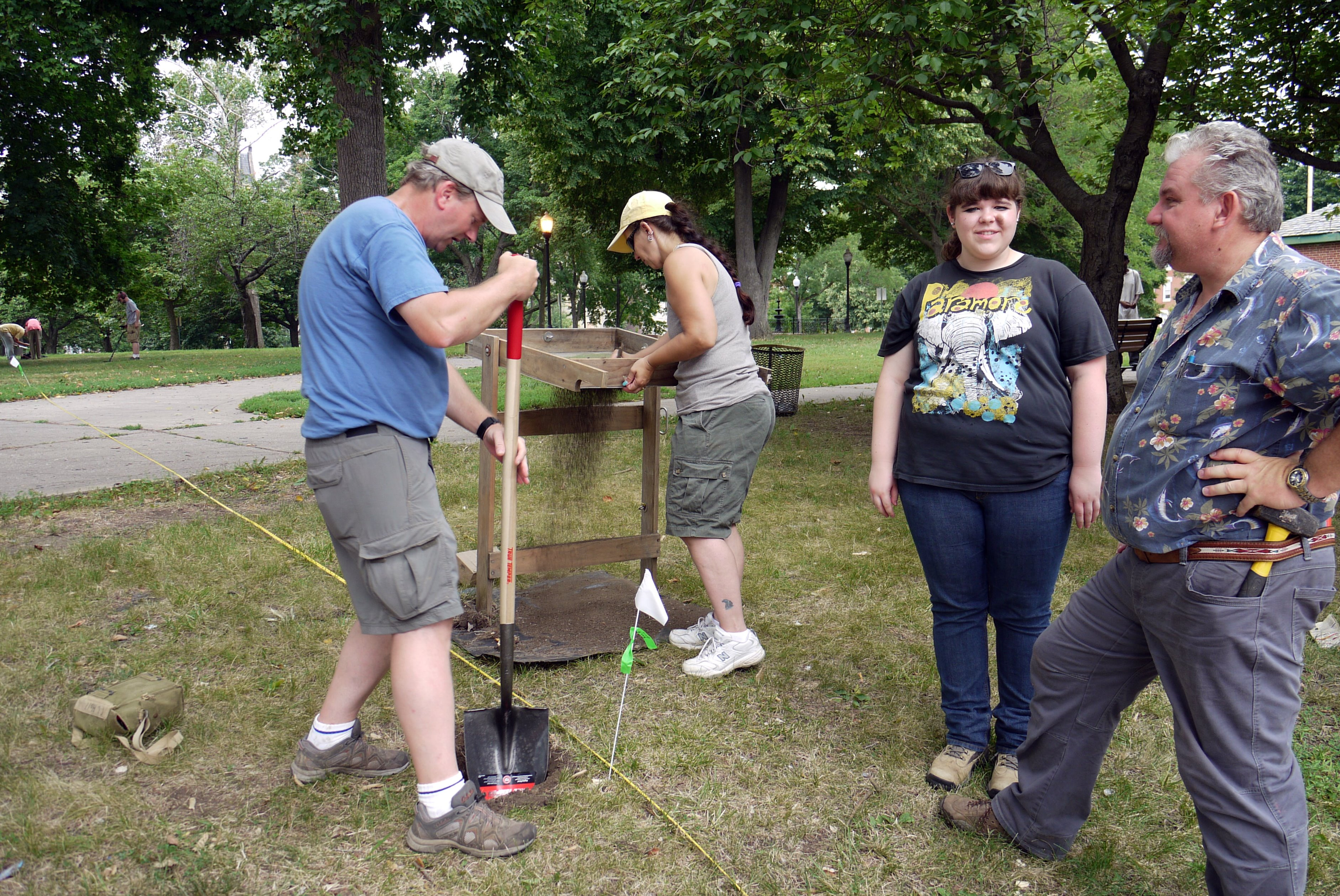
Slagfältsarkeologisk utgrävning vid Lafayette Square i Baltimore.

Slagfältsarkeologi är en disciplin inom arkeologin. Inom slagfältsarkeologi görs undersökningar av platser där militära sammandrabbningar eller fältslag har skett. Syftet med slagfältsarkeologiska undersökningar är att med hjälp av de materiella fynden lyckas återskapa händelseförlopp och utfall av sammandrabbningarna.